# Дрінфельд Гершон Іхельович
Гершон Іхельович Дрінфельд (* 16 (29) лютого 1908 — † 18 серпня 2000) — український математик. Доктор фізико-математичних наук. Професор. Батько Володимира Дрінфельда.

## Біографія
Гершон Дрінфельд народився 16 лютого (29 лютого за новим стилем) 1908 року в селі Григорівка Староконстантинівського повіту Волинської губернії (нині Старокостянтинівського району Хмельницької області). Батьки Гершона були грамотними, але не мали доброї освіти. Батько до революції був унтер-офіцером, потім офіцером, а після громадянської війни навчав новобранців у Червоній армії. Мати Гершона працювала касиром. У сім'ї було шестеро дітей.
Шкільний учитель Павло Максимович Семенов відразу звернув увагу на здібного хлопчика і став всіляко заохочувати його тягу до математики.
Матеріальне становище сім'i було складним, тому, закінчивши 1922 року семирічну школу, Гершон Дрінфельд був змушений піти працювати (був підмайстром шевця та робітником на лісопилці). 1927 року вступив до Київського університету (тоді Київський інститут народної освіти). Тут на нього звернув увагу академік АН УРСР Михайло Пилипович Кравчук. Він запросив його на свій семінар і зоохотив до самостійної наукової роботи. Надалі його керівником став академік АН УРСР Георгій Васильович Пфейффер. 1931 року Дрінфельд закінчив університет. Його залишили в університеті для викладацької роботи.
Пізніше він також працював за сумісництвом старшим науковим співробітником Інституту математики АН УРСР. Під час війни працював в АН УРСР, евакуйованої до Башкирії.
У 1944—1962 роках завідував кафедрою математичного аналізу в Харківському університеті.